# Сеймури
Сеймури або Сент Мор — видатний англійський дворянський рід, для якого свого часу було створено кілька титулів. Главою роду є герцог Сомерсет.

## Походження
Родина оселилась у Монмутширі у XIII столітті. Оригінальним ім'ям, імовірно, було Сент Мор.

## Найвидатніші представники родини Сеймурів
- Сер Джон Сеймур — активний учасник придушення повстання 1497 року, зустрічав імператора Карла V під час його візиту до Англії.
- Эдвард Сеймур, 1-й герцог Сомерсет — відомий правозахисник часів правління Едуарда VI.
- Джейн — третя дружина короля Генріха VIII, мати Едуарда VI.

- Едуард Сеймур, 4-й баронет (1633—1708) — спікер палати громад, обраний до парламенту від Глостера у 1661 році
- Едуард Сеймур, 1-й граф Хертфорд (1537—1621), був таємно одружений з Катериною Грей, сестрою леді Джейн Грей.